# Peromyia praeclara
Peromyia praeclara är en tvåvingeart som beskrevs av Jaschhof 2004. Peromyia praeclara ingår i släktet Peromyia och familjen gallmyggor. Inga underarter finns listade i Catalogue of Life.